# Lacertidae
Lacertidae é uma família de répteis escamados pertencentes à subordem Sauria, que inclui espécies nativas da Europa, África e Ásia.

## Alimentação
As lagartixas alimentam-se de pequenos insetos, no geral moscas e mosquitos. 

## Classificação
Estão descritos 43 géneros:
- Acanthodactylus Fitzinger in Wiegmann, 1834
- Adolfus Sternfeld, 1912
- Algyroides Bibron and Bory de Saint-Vincent, 1833
- Anatololacerta Arnold, Arribas and Carranza, 2007
- Apathya Méhely, 1907
- Archaeolacerta Mertens, 1921
- Atlantolacerta Arnold, Arribas and Carranza, 2007
- Australolacerta Arnold, 1989
- Congolacerta Greenbaum, Villaneuva, Kusamba, Aristote and Branch, 2011
- Dalmatolacerta Arnold, Arribas and Carranza, 2007
- Darevskia Arribas, 1997
- Dinarolacerta Arnold, Arribas and Carranza, 2007
- Eremias Fitzinger, 1834
- Gallotia Boulenger, 1916
- Gastropholis Fischer, 1886
- Heliobolus Fitzinger, 1843
- Hellenolacerta Arnold, Arribas and Carranza, 2007
- Holaspis Gray, 1863
- Iberolacerta Arribas, 1997
- Ichnotropis Peters, 1854
- Iranolacerta Arnold, Arribas and Carranza, 2007
- Lacerta Linnaeus, 1758 – Lacertas
- Latastia Bedriaga, 1884
- Meroles Gray, 1838
- Mesalina Gray, 1838
- Nucras Gray, 1838
- Omanosaura Lutz, Bischoff and Mayer, 1986
- Ophisops Ménétriés, 1832
- Parvilacerta Arnold, Arribas and Carranza, 2007
- Pedioplanis Fitzinger, 1843
- Philochortus Matschie, 1893
- Phoenicolacerta Arnold, Arribas and Carranza, 2007
- Podarcis Wagler, 1830 – Wall Lizards
- Poromera Boulenger, 1887
- Psammodromus Fitzinger, 1826
- Pseuderemias Boettger, 1883
- Scelarcis Fitzinger, 1843
- Takydromus Daudin, 1802
- Teira Gray, 1838
- Timon Tschudi, 1836
- Tropidosaura Fitzinger, 1826
- Vhembelacerta Edwards, Herrel, Vanhooydonck, Measey, Tolley and Branch, 2013
- Zootoca Wagler, 1830